# Heorhij-Kirpa-Bahnhof
Imeni Heorhija Kirpy (ukr. Імені Георгія Кірпи – Heorhij-Kirpa-Bahnhof) ist ein Bahnhof der Piwdenno-Sachidna Salisnyzja in der ukrainischen Hauptstadt Kiew. Er befindet sich im Stadtrajon Darnyzja am östlichen Stadtrand. Der Bahnhof liegt im Herzen des Darnyzjaer Waldes.

## Geschichte
Der Bahnhof wurde 1901 von der Kiew-Poltawaer Eisenbahn eröffnet. 1972 wurde der Abschnitt Darnyzja–Baryschiwka elektrifiziert.
Der Bahnhof trug bis 2008 den Namen der nahen Siedlung Bortnytschi. Dann ergriff die Piwdenno-Sachidna Salisnyzja die Initiative, den Bahnhof zu Ehren des 2004 verstorbenen Verkehrsministers Heorhij Kirpa umzubenennen. Der damalige Generaldirektor der Ukrsalisnyzja, Mychajlo Kostjuk, und das Oberhaupt der Piwdenno-Sachidna Salisnyzja, Olexij Krywopischin, besuchten den umbenannten Bahnhof und enthüllten eine Gedenktafel.

## Verkehr
Am Bahnhof Imeni Heorhija Kirpy halten alle Regionalzüge (außer beschleunigten Zügen). Fernzüge halten hier nicht.